# 急性乳腺炎
急性乳腺炎( 英語： acute mastitis)主要原因是细菌感染导致的一种急性乳腺炎。

## 症状表现
短期内出现肿胀现象，按压会出现疼痛、硬块、红肿等情况；局部有波动感；腋窝淋巴结变大，几天内就会出现化脓现象；

## 形成原因
没有做好平日乳房自检工作，自身机体免疫力下降，情绪波动大，恶劣的生活习惯，等是形成急性乳腺炎的原因可能。哺乳期时3到4周要特别注意。

## 预防
1. 争取产后尽早开始喂奶，一时吃不完，一定要用吸奶器将余下的乳汁吸出，防止乳汁淤积。
2. 哺乳期一定要注意乳头的护理。应经常用温水清洗乳头、乳晕，不要用肥皂类清洗，这样会洗去了乳房皮肤的油脂，乳房容易出现皲裂或破损。每次哺乳后可挤出一滴乳汁或用芝麻油涂在乳头上起保护作用。
3. 哺乳期间一定要佩戴合适的胸罩。对乳房起到良好的承托作用，以保持乳房良好的血液循环。
4. 注意饮食，进食过多的肉、鸡、鱼、蛋，滋补过量会造成乳汁中蛋白、脂肪含量增多，如果饮水不足，乳汁粘稠，容易导致排出不畅。[1]

## 治疗方法
使用抗生素，通畅乳腺管，排挤乳汁，或进行手术治疗。